# 天押雲根命
天押雲根命（あめのおしくもねのみこと）または天押雲命（あめのおしくものみこと）は、日本神話に登場する神。

## 概要
「中臣寿詞」の伝承や摩氣神社の社伝、『大同本紀』などの史料の記述を総合すると、天孫降臨のとき地上には未熟で荒い水しか存在せず、父の命によって天押雲根命が高天原より天津水（天忍石長井水）を持ち還り、この水を皇孫に奉ったとされる。これらの伝承では天牟羅雲命の神名で登場する。
また旧事大成経神社本紀によると讃岐国一宮名神大社田村神社は綏靖天皇の御代(BC580年頃)、当社祭神である天隠山大神（高倉下命）と、その子の天五田根大神（天村雲命）がこの国に至り、この地の祠（現在の田村神社）の場所で国を治めた、と書かれている。

## 祀る神社
- 近畿
  - 春日大社　境内　若宮神社（奈良県奈良市春日野町）
  - 春日若宮社（奈良県奈良市中辻町）
  - 奈良豆比古神社（奈良県奈良市奈良坂町） - 祭神に数える説がある
  - 宗像神社　境内　春日若宮（奈良県桜井市外山）
  - 吉田神社　境内　若宮社（京都府京都市左京区）
  - 幡枝八幡宮　境内　若宮社（京都府京都市左京区）
  - 大原野神社　境内　若宮社（京都府京都市西京区）
  - 船井神社　境内　若宮社（京都府南丹市八木町）
  - 摩氣神社（京都府南丹市園部町）
  - 冨持神社（京都府京丹後市大宮町）
  - 枚岡神社　境内　若宮社（大阪府東大阪市出雲井町）
  - 春日神社（大阪府泉佐野市春日町）
  - 春日神社　境内　若宮春日神社（大阪府箕面市小野原西）
  - 伊香具神社　境内　一ノ宮神社（滋賀県長浜市木之本町）
  - 大村神社（三重県伊賀市阿保）
  - 酒解神社（三重県伊賀市坂下）
  - 杉谷神社（三重県名張市大屋戸）
  - 茜社（三重県伊勢市豊川町）
  - 船江上社　境内　箕曲氏社（三重県伊勢市船江一丁目）
  - 国懸神宮　末社（和歌山県和歌山市秋月）
- 北陸・中部
  - 大溝神社（福井県あわら市馬場）
  - 春日神社（愛知県高浜市春日町）
- 四国
  - 田村神社（香川県高松市一宮）
  - 伊笠神社（徳島県阿波市市場町）
  - 春日神社　境内　若宮神社（徳島県徳島市眉山町）
- 九州
  - 春日神社（福岡県田川市宮尾町6-13）
  - 高千穂神社　境内　比波里天神（宮崎県西臼杵郡高千穂町）
  - 黒口神社（高千穂町）
- 関東
  - 香取神宮　境内　又見神社（千葉県香取市香取）